# Forvaltningsloven
Forvaltningsloven (forkortet FVL) indeholder (nogle, men ikke alle) regler om borgernes rettigheder og den offentlige forvaltningsmyndigheds pligter. Forvaltningsloven er en minimumslov. Så forvaltningsloven giver borgeren et minimum af rettigheder.
Loven udstikker regler for sagsbehandling indenfor både den statslige og kommunale forvaltning hvad angår vejledning, inhabilitet, begrundelse for afgørelser, tavshedspligt og oplysning om ankemuligheder. Desuden har en part ret til at blive hørt (partshøring) og en part har ret til at udtale sig samt ret til aktindsigt.
Endvidere har myndigheden pligt til at sikre, at den part, der ikke forstår dansk, får vejledning på et sprog, som parten forstår.

## Historie
Den oprindelige version af FVL trådte i kraft d. 1987; nærmere bestemt d. 1. januar. Den nyeste version af FVL trådte i kraft d. 22. april 2014: lovbekendtgørelse LBK nr. 433 af 22/04/2014.

## Oversigt over nogle af forvaltningslovens bestemmelser
Oversigten vedrører l der er den gældende version af FVL: Lovbekendtgørelse LBK nr. 433 af 22/04/2014.
| Bestemmelse | Paragraf         |
| --- | ---------------- |
| Forvaltningsloven gælder for alle dele af den offentlige forvaltning. | FVL § 1, stk. 1  |
| FVL gælder i en sag, hvor en offentlig myndighed træffer afgørelse. | FVL § 2, stk. 1  |
| En part har ret til at lade sig repræsentere eller bistå af en anden person (en bisidder). (Dog er undtagelse nævnt i FVL § 9, stk. 2)                                                                    | FVL § 8, stk. 1  |
| En part har ret til aktindsigt (partsaktindsigt) i sin egen sag, hvilket kan medføre, at afgørelsen må udsættes.                                                                                          | FVL § 9, stk. 1  |
| Partshøring: En part (gælder også for afgørelsens adressat) har ret til at blive hørt i sin egen sag; altså har myndigheden kontradiktionspligt.                                                          | FVL § 19         |
| En part har ret til at udtale sig i sin sag; som hovedregel selv hvis det medfører, at afgørelsen må udsættes. (FVL § 21, stk. 2 nævner dog tre undtagelser.)                                             | FVL § 21, stk. 1 |
| Forvaltningsmyndigheden har pligt til at vejlede en part bl.a. om partens rettigheder. | FVL § 7, stk. 1  |
| Forvaltningsmyndigheden har pligt til at videresende en borgers henvendelse til den relevante myndighed.                                                                                                  | FVL § 7, stk. 2  |
| Forvaltningsmyndigheden har pligt til at overveje meroffentlighedsprincippet, når en part anmoder om aktindsigt i sin sag.                                                                                | FVL § 10         |
| Dog er nogle typer oplysninger og dokumenter undtaget fra partsaktindsigt. | FVL §§ 11–15     |
| Endelige interne dokumenter, der er journaliseret efter offentlighedslovens regler, er alligevel omfattet af ret til partsaktindsigt.                                                                     | FVL § 13, nr. 2  |
| Forvaltningsmyndigheden har pligt til at vejlede en part om partens klagemuligheder (rekurs). | FVL § 25         |
| Forvaltningsmyndigheden har pligt til at vejlede en part om evt. lovbestemt frist for at anlægge sag (mod myndigheden) ved domstole.                                                                      | FVL § 26         |
| En forvaltningsmyndighed, der modtager en henvendelse, som hører hjemme hos en anden forvaltningsmyndighed, har pligt til at videresende henvendelsen til den korrekte, kompetente forvaltningsmyndighed. | FVL § 7, stk. 2  |
| Sagsbehandler har tavshedspligt. | FVL § 27         |
| Regler om inhabilitet (gælder sagsbehandler eller hele myndigheden). | FVL §§ 3–6       |
| Myndigheden har pligt at begrunde en skriftlig afgørelse, med mindre adressaten får fuldt ud medhold. | FVL § 22         |
| Adressat har ret til at få afgørelsen skriftligt begrundet, med mindre adressaten får fuldt ud medhold.                                                                                                   | FVL § 23         |
| Den skriftlige begrundelse skal indeholde henvisning til den retsregel, der ligger til grund for afgørelsen.                                                                                              | FVL § 24         |
| Den offentlige myndighed må kun skaffe oplysninger, som er relevante for at nå frem til en afgørelse. Myndigheden må ikke overbelyse en sag.                                                              | FVL § 32         |

### Oversigt over en parts rettigheder
Sagens adressat (modtager) er part i sagen, men andre personer kan også være parter, fx en nabo til et byggeri.
En (fysisk eller juridisk) person, som er part i en sag, har ret til:
- at myndigheden vejleder parten om bl.a. partens rettigheder efter FVL § 7
  - at myndigheden vejleder parten om partens klagemuligheder (rekursmuligheder) efter FVL § 25[11]
  - at myndigheden vejleder parten om evt. lovbestemt frist for at anlægge sag (mod myndigheden) ved domstole efter FVL § 26
  - at myndigheden vejleder parten om, at parten har ret til ikke at inkriminere sig selv[12] (forbud mod selvinkriminering[13]). Dvs, at parten ikke behøver at tale dårligt om sig selv.[12]
- at have en repræsentant efter FVL § 8
- partsaktindsigt i sin egen sag efter FVL § 9, stk. 1
- partshøring efter FVL § 19
- at udtale sig i sagen efter FVL § 21, stk. 1 (se tabel ovenfor.)
- at få afgørelsen begrundet, hvis afgørelsen er til ugunst (ulempe, skade) for parten efter FVL § 22
- at få afgørelsen meddelt,[14] (kaldet meddelelseskrav[15]) hvilket følger af en retsgrundsætning, der bl.a. er nævnt i FOB 2011 18-1.[16]

### Oversigt over en myndigheds pligter
- sikre, at partens rettigheder bliver overholdt (se ovenfor).
- vejlede parten, jf. FVL § 7 og §§ 25–26
- sikre at parten bliver hørt (partshøring), jf. FVL § 19
- begrunde en skriftlig afgørelse, der ikke ikke giver adressaten fuldt ud medhold, jf. FVL § 23
- sikre saglig sagsbehandling, jf. FOU nr 2008.479.[17]
  - sikre acceptabel sagsbehandlingstid, jf. FOB 2021-7.[18] For hurtighedsprincippet gælder for myndigheden.[19]
- oplyse sagen tilstrækkeligt (kaldet officialprincippet), jf. FOB nr 99.140.[20] Dog må myndigheden ikke overoplyse sagens faktiske omstændigheder pga. hurtighedsprincippet.[21]
- sikre, at den part, der ikke forstår dansk, får vejledning på et sprog, som parten forstår;[3] jf. FOB nr 91.150.[22]
  - sikre særlig vejledning til en ordblind part;[23] jf. FOB nr 06.297.[24]
- meddele afgørelsen for en part (kaldet meddelelseskravet[15]) følger af en retsgrundsætning, der bl.a. er nævnt i FOB 2011 18-1.[16]

## Forvaltningsretlige regler, som ikke er nævnt i FVL
Der findes en række forvaltningsretlige regler, som ikke er nævnt i FVL. Nogle af disse regler er lovfæstede (kodificerede) i andre love, mens andre regler blot findes som uskrevne retsgrundsætninger.
Blandt de vigtigste lovfæstede regler er
- Kravet om god forvaltningsskik (også kaldet princippet om god forvaltningsskik) kan udledes af ombudsmandsloven § 21;[26] god forvaltningsskik er bl.a. nævnt i FOB 04.517.[27]
- Myndighedens notatpligt er nævnt i lov om offentlighed i forvaltningen (kaldet offentlighedsloven) §§ 6 og 13.[28]
- Den offentlige myndigheds journaliseringspligt er nævnt i lov om offentlighed i forvaltningen (kaldet offentlighedsloven) § 15.
- Hurtighedsprincippet er nævnt i lov om retssikkerhed og administration på det sociale område § 3;[29] hurtig sagsbehandling er nævnt i bl.a. FOU nr 2017.4.[30]

Uskrevne retsgrundsætninger, som typisk er nævnt i Folketingets Ombudsmands Beretning (FOB)
- Kravet om at undgå magtfordrejning, altså sikre saglig sagsbehandling, som er en retsgrundsætning, er bl.a. nævnt i FOU nr 2008.479.[17]
- Myndighedens pligt til at sikre, at den part, der ikke forstår dansk, får vejledning på et sprog, som parten forstår;[3] jf. FOB nr 91.150.[22]
- Myndighedens pligt til at sikre sikre særlig vejledning til en ordblind part[23] er bl.a. nævnt i FOB nr 06.297.[24]
- Meddelelseskrav[15] (partens ret til at få afgørelsen meddelt[14]) følger af en retsgrundsætning, der bl.a. er nævnt i FOB 2011 18-1.[16]

### Supplement til FVL
Der findes en retsgrundsætning om inhabilitet, som supplerer bestemmelserne i FVL §§ 3–6, jf. FOB 2014-11. Denne "retsgrundsætning om speciel inhabilitet [gælder] uden for [forvaltnings]lovens anvendelsesområde".